# 趙九章
趙 九章（ちょう きゅうしょう、1907年10月15日 - 1968年10月26日）は中国の気象学者、地球物理学者、宇宙技術物理学者、宇宙工学者である。中国宇宙技術のパイオニアで、「中国人工衛星の父」とみなされている。

## 経歴
現在の浙江省湖州市に生まれ、1925年から1927年に杭州市の浙江実業学校（現：浙江大学）で電気工学を学ぶ。後に北京市の清華大学へ移り、1933年物理学科を卒業。1935年ベルリン大学へ留学し1938年に博士号を得る。
帰国後は清華大学・国立中央大学（現：南京大学）・国立西南聯合大学の教授を歴任し、中華人民共和国成立後に中国科学院地球物理研究所所長に就任。その傍ら651衛星設計研究所を設置し、部下の銭驥らと共に東方紅1号の設計を担当した。しかし文化大革命で弾圧と糾弾を受け、睡眠薬自殺を遂げた。